# Prionopelta amieti
Prionopelta amieti es una especie de hormiga del género Prionopelta, familia Formicidae. Fue descrita científicamente por Terron en 1974.
Se distribuye por Camerún, Costa de Marfil y Uganda. Se ha encontrado a elevaciones de hasta 680 metros. Vive en microhábitats como la hojarasca y la madera podrida.